# Ortnamn i Ångermanland
Ortnamn i Ångermanland kan, liksom de övriga svenska ortnamnen, delas upp i naturnamn och kulturnamn. Kulturnamnen är ofta bebyggelsenamn med efterled där bebyggelsen beskrivs, såsom -by  som i Brattby och Bredbyn.
Som beteckning för fäbodar används ofta efterledet -bodarna, till exempel i Surbergsbodarna.
Ortnamnen i Ångermanland är, som i alla andra landskap i Sverige, dels osammansatta ortnamn och dels sammansatta. Ett fåtal av de osammansatta ortnamnen är enstaviga som Dal och Mo.
De allra flesta är tvåstaviga som till exempel Forsmo, Forsås och Väja. Ändelsen -a betecknar ofta pluralis. 
Av de sammansatta ortnamnen har de allra flesta två ordled, förled och efterled, som till exempel Moliden och Nyland, men det finns också namn med tre ordled, som Trehörningsjö.

## Definition av begreppet ortnamn
Ortnamn eller toponymer är namn på geografiska företeelser och ortnamnen kan delas upp i bebyggelsenamn och naturnamn. 
En språkvetenskaplig definition är att "ett ortnamn är ett språkligt uttryck som i en viss namnbrukarkrets är knutet till en bestämd plats".

## Ortnamnskategorier
Alla ortnamn delas upp i två huvudkategorier: naturnamn och kulturnamn. Kulturnamnen kan indelas tre kategorier: ägonamn, bebyggelsenamn och namn på artefakter. 
Naturnamn är namn på vattendrag, sjöar, skogar o.s.v. Ägonamn är namn på mark som används för jordbruk och boskapsskötsel, till exempel åkrar, ängar och hagar. Bebyggelsenamn är namn på tätorter, byar, gårdar, bygder med mera. Artefaktnamn är namn på broar, hamnar, gruvor, gravhögar m.m. Bebyggelsenamn kan vara primära eller sekundära. Primära bebyggelsenamn avser bebyggelse redan från början, till exempel de som slutar på -by eller -byn (som Brattby och Bredbyn).  
Sekundära bebyggelsenamn har inte från början betecknat bebyggelse, utan har ursprungligen varit naturnamn, ägonamn eller artefaktnamn. Exempel på sådana ortnamn i Ångermanland är Grundsunda, Högsjö, Utvik med flera.

## Ortnamnet Härnösand
År 1374 skrevs namnet som Hernøsundh. Efterledet är alltså ursprungligen  -sund, sundet mellan Härnön och fastlandet. Förledet Härn- är ett ord härn som är släkt med ordet hjärna och syftar på berget Vårdkasberget på Härnön, som kan erinra om toppen på ett huvud, och alltså betyder Härnön 'ön med det hjässformiga berget'.

## Typiska ortnamnsefterled och ortnamnsändelser i Ångermanland

### Ortnamnsefterled som betecknar bebyggelse

sta

- -bodarna betecknar  fäbodvall och dessa namn har under lång tid, fram till 1700-talet, varit vanliga som fäbodnamn. I Ångermanland är dessa namn vanliga i Sollefteå kommun och även på andra platser i inlandet. Exempel: Kälsbodarna, Lillvattenbodarna, Pustbodarna och Västerbodarna.
- -by, -byn har ursprungligen sannolikt betytt 'boplats, bebyggelse', som den senare betydelsen 'gård, by' har utvecklats från. I Ångermanland finns bland annat Brattby, Hällby, Bredbyn, Idbyn, Nybyn och Ödsbyn.
- -böle betyder 'nyodling, nybygge' och härstammar från medeltiden. Exempel: Björnböle, Otteböle och Torsböle.
- -eå Några -eå finns i Ångermanland, som  Aspeå, Boteå, Gideå, Hörneå och Lögdeå. Platserna ligger vid en å eller en älv. Sollefteå är en urspårning av ett äldre namn (De) Solatum 1344. Alla dessa namn kan ha uppstått genom påverkan från städer som Umeå och Luleå.
- -mark Dessa ortnamn förekommer i Ångermanland, mest i den nordöstra delen. I Västerbotten är dessa namn mycket vanliga. Exempel från Ångermanland: Dombäcksmark, Eldsmark, Kullarmark, Skademark och Stybbersmark. De norrländska ortnamnen på -mark syftar redan från början på bebyggelse. Det är då frågan om nybyggen i skog eller i utmarken. De flesta av namnen på -mark är från medeltiden.[8]
- -om/ -um kommer ibland av '-hem', som i Mjällom, Undrom, Helgum och Husum, men ibland är det en ändelse i dativ pluralis, som i Bodum.[1][9][10]
- -rå, finns, förutom i Ångermanland, där de flesta finns, även i Medelpad och Hälsingland. Efterledet skrevs förr som -radh, som betyder bygd. I Ångermanland finns till exempel Bjärtrå, Gudmundrå, Nordingrå, Säbrå, Vibyggerå, som alla har betydelsen bygd. Alla namnen är sockennamn. Av dessa namn är förledet i alla, utom Bjärtrå, ett förled som syftar på inbyggare[11] Alla orterna utom Multrå ligger rätt nära kusten. Efterledet -rå i Multrå kan ha en helt annan betydelse, så att efterledet där kan vara ett dialektord som betyder 'liten (skogbeväxt) myr'. Förledet Mult- (också ett dialektord) betyder då 'hjortron' och Multrå betyder alltså 'hjortronmyr'.[12]  Om -rå däremot tolkas som bygd kan inte förledet tolkas alls.[13]
- -sel, -sele, -selet förekommer i stora delar av Norrland. Ett sel är ett lugnt strömmande vattenparti mellan två forsar. Exempel i Ångermanland: Mellansel, Yttersel, Gulsele, Edsele, Junsele, Ramsele, Resele, Västerselet.
- -sjö I det sjörika landskapet Ångermanland är namn på -sjö rätt vanliga. Exempel: Anundsjö, Dalsjö, Myckelgensjö, Sidensjö, Tåsjö och Utansjö.
- -sta förekommer, förutom i Ångermanland, i Medelpad, Jämtland, Hälsingland, Gästrikland och i Svealand. I Götaland skrivs efterledet som -stad. Ofta översätts -sta som 'boplats', men det har även föreslagits att -sta har en ägobetecknande funktion. De flesta sta-namnen i Ångermanland finns i de östra delarna av landskapet, som var den del som bebyggdes tidigast. Namn med efterledet -sta är bland annat Allsta, Billsta, Bollsta, Godmersta, Locksta och Lästa.
- -torp I Ångermanland betecknar namn på -torp vanligen just torp, men de kan ibland vara gårds- eller bynamn. Exempel: Tunsjötorp och Åkersjötorp. Ortnamn där -torp har en äldre betydelse, som 'utflyttad gård', och uppkom under medeltiden, finns inte i Ångermanland, men däremot i Medelpad, som t.ex. Ljustorp.[1]
- -torpet Efterledet -torpet är i Ångermanland betydligt vanligare än etterledet -torp, och har uppkommit i de skogrika delarna av landskapet, där marken började odlas relativt sent. Exempel: Braxmyrtorpet, Gålsjötorpet, Pålsjötorpet.
- -ånger betecknar (havs)vik. I Ångermanland finns bl.a. Edånger, Häggdånger, Ullånger och Vålånger. Betydelsen 'havsvik' har ånger främst när det förekommer som efterled i namnet,[14] men samma betydelse återfinns även i förledet i landskapsnamnet Ångermanland och i Ångermanälven.[15][16]
- -ås/-åsen finns i landskapets skogrika delar, och förekommer som bynamn, som Bergsjöås, Forsås, Guxås, Hällåsen, Lövåsen och Visåsen.
- -vik finns efter kusten, som Gullvik, Ramvik, Rundvik och Örnsköldsvik.

### Ortnamnsefterled som betecknar industri
I Ångermanland finns minst två ortnamn som syftar på industriell verksamhet. Vid Bollstaån finns Bollstabruk och vid Kramforsån ligger Kramfors. Dessa industrier var ursprungligen beroende av respektive vattendrag för sin energiförsörjning.
Bollstabruk fick sitt namn efter byn Bollsta. 
År 1737 anlade Johan Clason och Jacob Polack tillsammans "Bollsteå masugn" vid Bollstaåns fall strax före utloppet i Bollstafjärden i Ångermanälven. Där hade det även tidigare funnits en masugn. År 1741 stod masugnen i Bollsta färdig. Järnmalm fraktades dit från bland andra Utö gruva och Bondgruvan i Norberg. Masugnen var i drift fram till februari 1899.
År 1853 kompletterades järnbruket i Bollsta med en vattensåg med fyra ramar och en kantbänk. Den efterträddes 1860 av en ångsåg med fem ramar och två kantbänkar. Bollsta sågverk ingår idag i SCA-koncernen.
Även Kramfors tillkom genom att man kunde utnyttja vattenkraften. En Johan Kristoffer Kramm uppförde 1742 en vattensåg i Skvällsån (nuvarande Kramforsån). Namnet Kramfors kommer av namnet på sågverket: Kramforss … såg-(wärk).

#### Ortnamnsändelser
- -a är en vanlig pluraländelse i svenska ortnamn.[1] I Medelpad är den emellertid mindre vanlig. Exempel är Björna, Nora, Nätra och Sånga.
- -e är i vissa  områden vanligare, till exempel på Gotland, i Bohuslän, i vissa delar av Värmland (till exempel Sunne), i Härjedalen Hede ((ii) Hedha sokn 1397) och Jämtland (Stavre). I Ångermanland förekommer ändelsen ungefär lika ofta som -a. Exempel är ortnamnen Gottne, Lunde och Näske.
- -um är en stelnad ändelse i dativ pluralis, till exempel Bodum.[20]

Betydelsen av -um kan också vara -hem, se ovan, Helgum m.fl.